# AdRem Software
AdRem Software sp. z o.o. – polskie przedsiębiorstwo informatyczne z siedzibą w Krakowie. Specjalizuje się w tworzeniu zaawansowanego oprogramowania do monitorowania sieci komputerowych oraz różnych narzędzi dla administratorów sieci. Klientami firmy są przedsiębiorstwa i organizacje w prawie 90 krajach świata.

## Historia
Tomasz Kunicki, prezes firmy AdRem Software założył ją w 1998 r. Jego zamierzeniem było stworzenie oprogramowania, które będzie wydajne, kompletne i łatwe w instalacji przy zachowaniu rozsądnej ceny. Od późnych lat dziewięćdziesiątych XX w. spółka AdRem Software rozwinęła się z małego przedsiębiorstwa w dynamiczną firmę, zatrudniającą specjalistów IT, którzy na co dzień pracują nad sztandarowym rozwiązaniem firmy – oprogramowaniem do monitorowania infrastruktury sieciowej – NetCrunch.
Kolejne wydania oprogramowania AdRem zyskują zainteresowanie prasy oraz liczne nagrody, zarówno w Polsce, jak i na arenie międzynarodowej.

## Produkty
- NetCrunch[7]– obecnie najważniejszy program w ofercie AdRem. NetCrunch to unikalne połączenie w jeden pakiet bezagentowego monitorowania systemów operacyjnych, usług, aplikacji, urządzeń, dzienników zdarzeń i wiele innych źródeł danych będących częścią nowoczesnych sieci IT.
- NetCrunch Admin Toolset – zestaw 11 narzędzi NetCrunch do których należą Ping, Traceroute, Wake on LAN, DNS Info, Who is, DNS Audit, MAC Address Resolver, Subnet Calculator, Ping Sweep, Network Services Scanner, Open Port Scanner, SNMP Scanner.
- Free NetCrunch Tools[8] – darmowe narzędzia NetCrunch. Dotąd ukazały się:
  - WMI Tools – zestaw rozszerzeń WMI od Microsoft. Umożliwia zarządzanie zasobami komputera, m.in. programami i procesami.
  - WMI Tester – narzędzie diagnostyczne do wykonywania zapytań WQL.
  - Syslog Tester – narzędzie diagnostyczne pozwalające wysłać wiadomość syslog na wybrany serwer syslog.
  - SNMP MIB Walker – narzędzie, które skanuje wszystkie dane MIB dostarczone przez urządzenie i pozwala zapisać dane wynikowe na urządzeniu.

## Nagrody i wyróżnienia
Spółka uzyskała m.in. nagrody: COMDEX Fall Innovator 2002, Produkt Roku 2004 podczas konferencji Systemy dla Biznesu oraz Lider Exportu Oprogramowania 2004 przyznane przez stowarzyszenie Polski Rynek Oprogramowania.
Program AdRem NetCrunch zyskał wyróżnienie Datamation 2007 jako Produkt Roku w kategorii „Network and System Management”.
NetCrunch jako jedyne polskie (i nieamerykańskie) rozwiązanie dla sieci korporacyjnych zostało pozytywnie ocenione w raporcie amerykańskiej firmy analitycznej Enterprise Management Associates jako „Strong Value” (publikacja: EMA Radar for Enterprise Network Availability Monitoring System Q3 2014). Otrzymał również prestiżową nagrodę w konkursie Novell Developer Contest – Best Commercial Application (USA 1999).
NetCrunch został również Produktem Roku 2013 – według magazynu IT Professional i laureatem konkursu Liderzy IT 2014 w kategorii Network. NetCrunch znalazł się też w rankingu najlepszych produktów i usługi IT dla biznesu opublikowanym przez Gazetę Finansową.
W listopadzie 2015 roku firma otrzymała pierwszą nagrodę Złotego Orła i tytuł Firmy Roku 2015 w branży IT i telekomunikacja przyznawaną przez Ogólnopolską Federację Przedsiębiorców i Pracodawców polskim firmom w ramach Narodowego Programu Promocji Polska Przedsiębiorczość.
Pod koniec 2023 r. NetCrunch ponownie zdobył tytuł Produktu Roku – według redakcji magazynu IT Professional.
W 2024 r. NetCrunch został uwzględniony w raporcie IDC „Network Observability: Analytics, Automation, and Artificial Intelligence”.
NetCrunch został wyróżniony w przewodniku rynkowym Gartner® „Market Guide for Infrastructure Monitoring Tools 2025” autorstwa Pankaja Prasada, Mruduli Bangery i Martina Carena, opublikowanym 5 marca 2025 r oraz w raporcie Gartner® „How to Modernize Data Center Networks”.